# James Aldridge
Pour les articles homonymes, voir Aldridge.
Œuvres principales
- Signed with Their Honour
- The Diplomat
- For The True Story of Spit Macphee

Harold Edward James Aldridge, né le 10 juillet 1918 à White Hills en Australie et mort le 23 février 2015 à Londres, est un journaliste et écrivain australien et britannique. Ses reportages de la Seconde Guerre mondiale ont été publiées dans le monde entier et il a été l'auteur de plus de 30 livres, à la fois de fiction et de non-fiction, y compris des romans de guerre et d'aventure et des livres pour enfants.

## Biographie
Aldridge naît à White Hills, une banlieue de Bendigo, Victoria. Il est le cadet des cinq enfants. Au milieu des années 1920, la famille Aldridge s'installe à Swan Hill, beaucoup de ses histoires australiennes sont basées sur sa vie de cette période. Aldridge déménage à Londres en 1938.
Pendant la Seconde Guerre mondiale, Aldridge sert au Moyen-Orient en tant que correspondant de guerre. Il écrit son premier roman Signed with Their Honour [Signé avec leur honneur], le livre parait en Grande-Bretagne et aux États-Unis en 1942, devenant immédiatement un best-seller, recevant des éloges de la part des critiques, y compris celles de The Miami News. Le critique américain Herbert Faulkner West déclare que le livre a montré une réelle promesse et le classe comme le meilleur romans de guerre du moment. Une tentative en 1943 pour faire un film basé sur le roman a été abandonnée lorsque deux biplans Gloster Gladiator ont été détruits dans une collision en plein air pendant le tournage à une base de la RAF à Shropshire au Royaume-Uni.
Son deuxième roman The Sea Eagle (1944), l'histoire des soldats australiens pendant et après la bataille de Crète en 1941, fut également un succès, mais reçut des critiques moins favorables que son premier livre, il remporte le prix John-Llewellyn-Rhys.
Le roman le plus réussi et le plus largement publié d'Aldridge The Diplomat a été publié en 1949.
Son roman The Hunter (1950) un drame sur les chasseurs de fourrures vivant dans les bois sauvages de l'Ontario au Canada, prouvait qu'Aldridge était prêt à essayer une variété de genres et sujets.
Le roman intitulé Heroes of the Empty View parait en 1954, raconte le voyage d'un aventurier anglais au Moyen-Orient dans la même veine que les œuvres de T. E. Lawrence et Charles Gordon. 
En 1971, il est membre du jury au Festival international du film de Moscou 1971. Aldridge a remporté un prix Lénine pour la paix en 1972, pour sa lutte exceptionnelle pour la préservation de la paix. Cette année-là, il a également remporté la médaille d'or du journalisme de l'Organisation internationale des journalistes. Il a également remporté la médaille d'or du Conseil mondial de la paix pour The True Story de Spit Macphee (Viking, 1986), il a remporté le prix annuel Guardian Children's Fiction Prize du quotidien The Guardian.

## Œuvres
- Signed with Their Honour  (Brown, Little & Co, 1942)
- The Sea Eagle (Michael Joseph, 1944)
- Of Many Men (Michael Joseph, 1946)
- The Diplomat (Bodley Head, 1949)
- The Hunter (Bodley Head, 1950)
- Heroes of the Empty View (Bodley Head, 1954)
- Undersea Hunting for Inexperienced Englishmen (Allen & Unwin, 1955)
- I Wish He Would Not Die (Bodley Head, 1957)
- The Last Exile (Hamish Hamilton, 1961)
- A Captive in the Land (Hamish Hamilton, 1962)
- My Brother Tom (Hamish Hamilton, 1966)
- The Statesman's Game (Hamish Hamilton, 1966)
- The Flying 19 (Hamish Hamilton,1966)
- Cairo - Biography of a City (1969)
- Living Egypt, avec Paul Strand (1969)
- A Sporting Proposition (Ride a Wild Pony) (Little Brown, 1973)
- The Untouchable Juli (Little Brown, 1974)
- Mockery In Arms (Little Brown, 1974)
- Le Merveilleux cheval mongol, Stock, 1977 ((en) The Marvellous Mongolian, Macmillan, 1974), trad. Mariel Sinoir, 190 p.
- One Last Glimpse (Michael Joseph, 1977)
- Goodbye Un-America (Michael Joseph, 1979)
- The Broken Saddle (Julia Macrae, 1982)
- The True Story of Lilli Stubeck (Hyland House, 1984)
- La Véritable histoire de Spit MacPhee, Librairie générale française, 1988 ((en) The True Story of Spit Macphee, Viking, 1986), trad. Pierre Girard, 283 p.
- The True Story of Lola Mackellar (Viking, 1992)
- The Girl from the Sea (Penguin, 2002)
- The Wings of Kitty St Clair (Penguin, 2006)